# Philippe Gurdjian
Philippe Gurdjian, né le 18 janvier 1945 à Boulogne-Billancourt et mort le 30 août 2014 à Paris, est un publicitaire qui contribua à l’expansion du groupe GEMAP SA, par la suite reconverti dans le milieu des affaires et du sport automobile.

## Biographie
Gentleman driver, il participe de 1975 à 1986 à sept éditions des 24 Heures du Mans sur Porsche et Ferrari. En 1985, il est nommé promoteur et organisateur du Grand Prix de France de Formule 1, notamment au Circuit Paul Ricard jusqu’en 1990, puis devient promoteur-organisateur du Grand Prix de France de Formule 1 disputé sur le Circuit de Nevers Magny-Cours de 1991 à 1998.
Ayant été obligé de céder sa place sur pression politique, Bernie Ecclestone lui confie l'organisation du Grand Prix automobile d'Espagne, et la direction de la construction du Circuit International de Sepang en Malaisie, la restructuration du circuit Paul-Ricard HTTT au Castellet et, en 2008, la réalisation du Grand Prix d’Abou Dabi.
En 2000, il écrit le livre Femmes, Chefs-d'Œuvre sur la peinture à travers les siècles et en 2010, Magic Circuit sur la conception et la réalisation du circuit Yas Marina d'Abu Dhabi et de son premier Grand Prix de F1 le 1er novembre 2009.
Il a été récompensé sept fois meilleur organisateur de Grands Prix par Bernie Ecclestone, a reçu le titre de « Circuit d'Excellence » par la FIA pour le Circuit Paul Ricard. Il a également remporté le « Grand Prix de l'Architecture » lors du 25e Festival International de l'Automobile pour le concept et la réalisation du Circuit Yas Marina d'Abou Dabi.
Philippe Gurdjian était président de PHG UK Ltd et de PHG Grand Prix. Le 2 mai 2006, il est nommé Chevalier de l’Ordre national du Mérite par le Ministre des Sports Jean-François Lamour, dans les locaux de l’Automobile Club de France, à Paris.